# جوناثان كوين
جوناثان كوين (بالإنجليزية: Jonathan Quinn)‏ هو لاعب كرة قدم أمريكية أمريكي، ولد في 27 فبراير 1975 في ترلوك في الولايات المتحدة.

## وصلات خارجية
- جوناثان كوين على موقع مرجع كرة القدم المحترفة.كوم (الإنجليزية)